# Krahulov (Nučice)
Krahulov je základní sídelní jednotka obce Nučice v okrese Praha západ. Území Krahulova má rozlohu 3,77 km². Nejvyšší bod o nadmořské výšce 365 metrů se nachází jihozápadně od železniční zastávky Nučice.

## Obyvatelstvo
| Rok            | 1991 | 2001 | 2011 |
| -------------- | ---- | ---- | ---- |
| Počet obyvatel | 262  | 242  | 420  |

## Doprava
Středem Krahulova prochází ulice Tyršova a železniční trať č. 173 Praha – Rudná u Prahy – Beroun, na níž leží zastávka Nučice zastávka. Vedou tudy tři silnice III. třídy č. 10124, 10126 do Nučic a 10127 do Mezouně, severní částí pak prochází silnice II. třídy č. 605 a část Dálnice D5. Nacházejí se zde čtyři autobusové zastávky – Nučice, železniční zastávka; Nučice, Na Krahulově, Nučice, Sokolská a Nučice, rozcestí Krahulov. Autobusová doprava je zajištěna dopravcem Arriva Střední Čechy. Autobusy jezdí ve směrech Praha-Zličín, Sídliště Řepy a Motol a Beroun.

## Galerie

Nučice - Krahulov
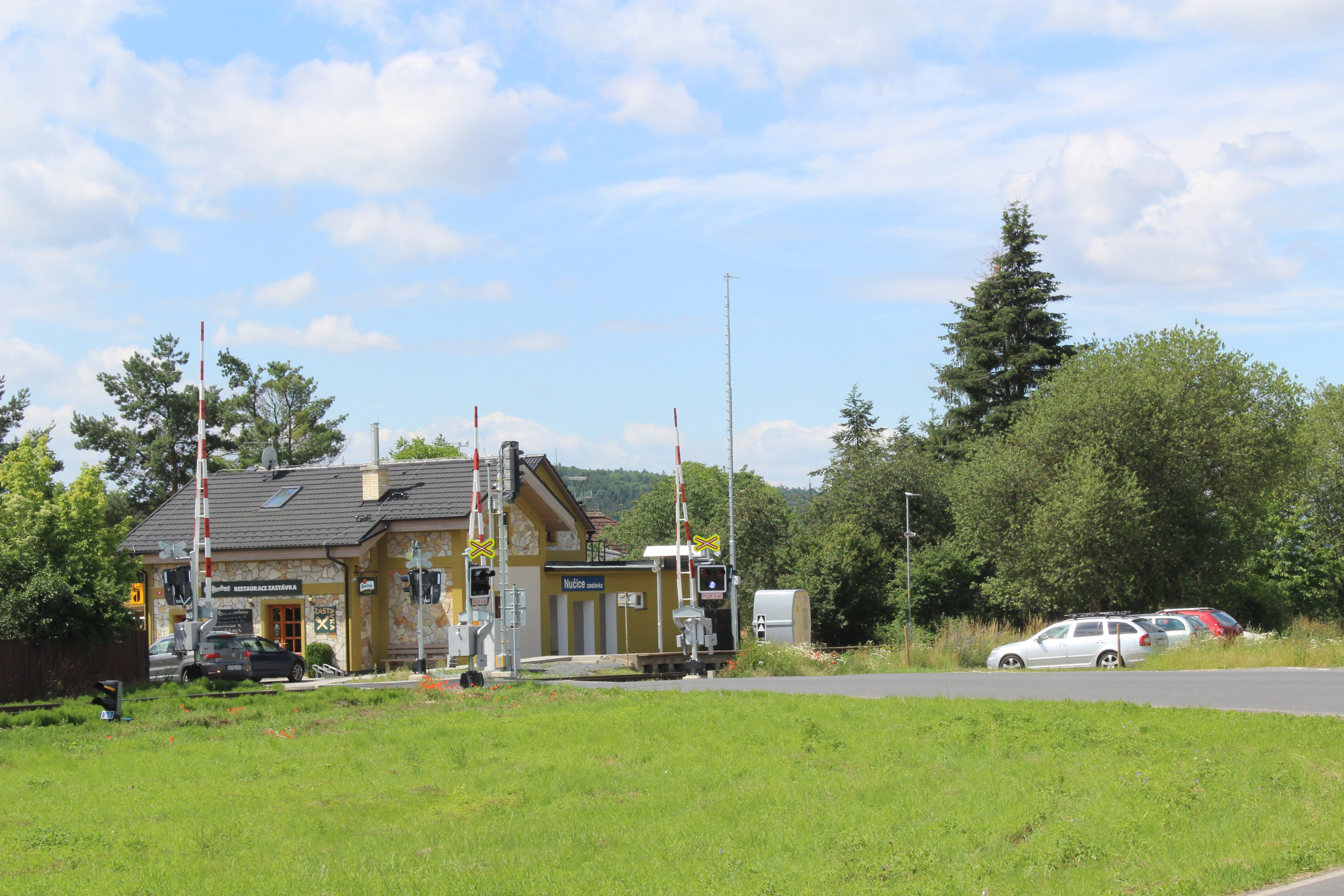
Příjezd u tratě
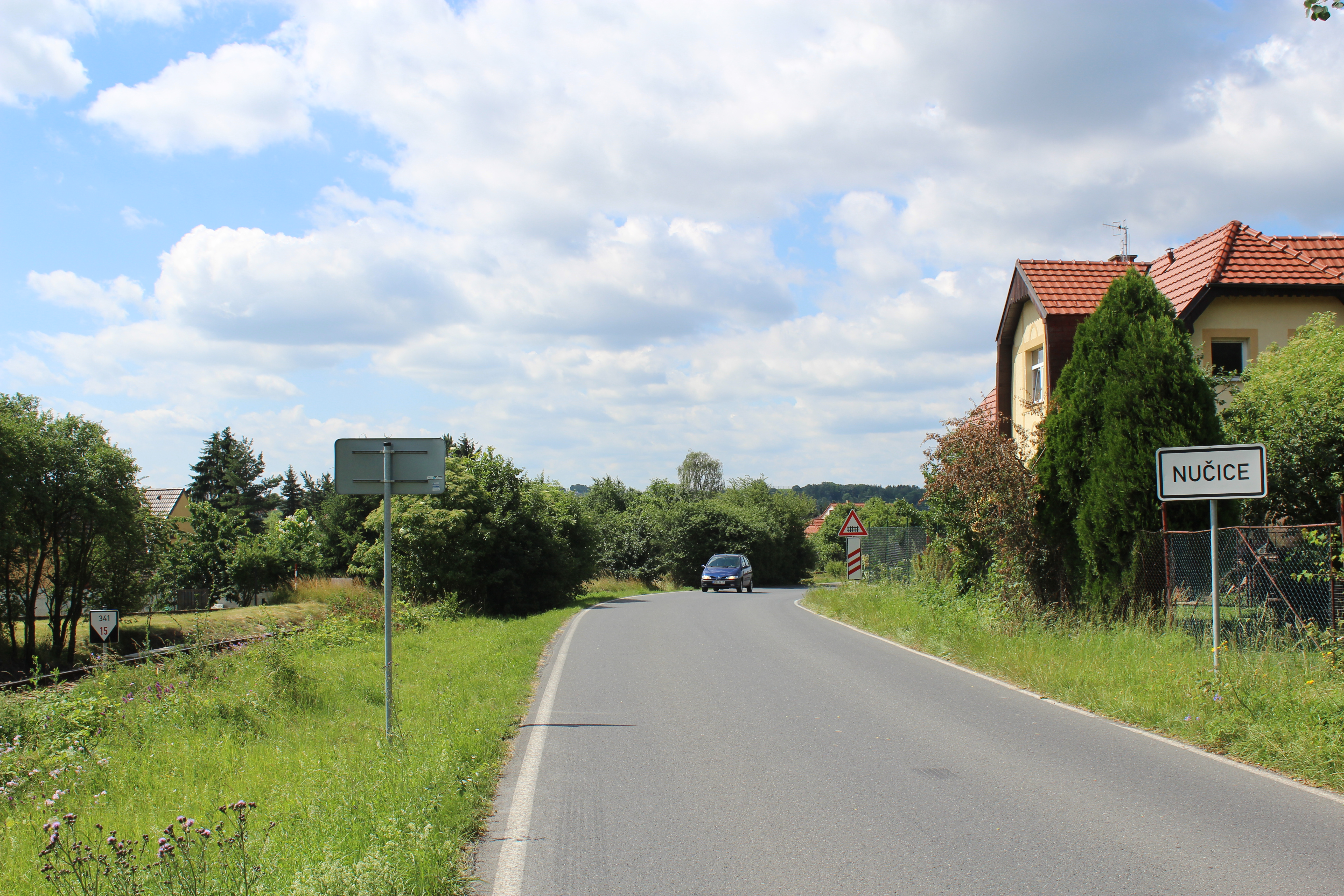
Začátek obce
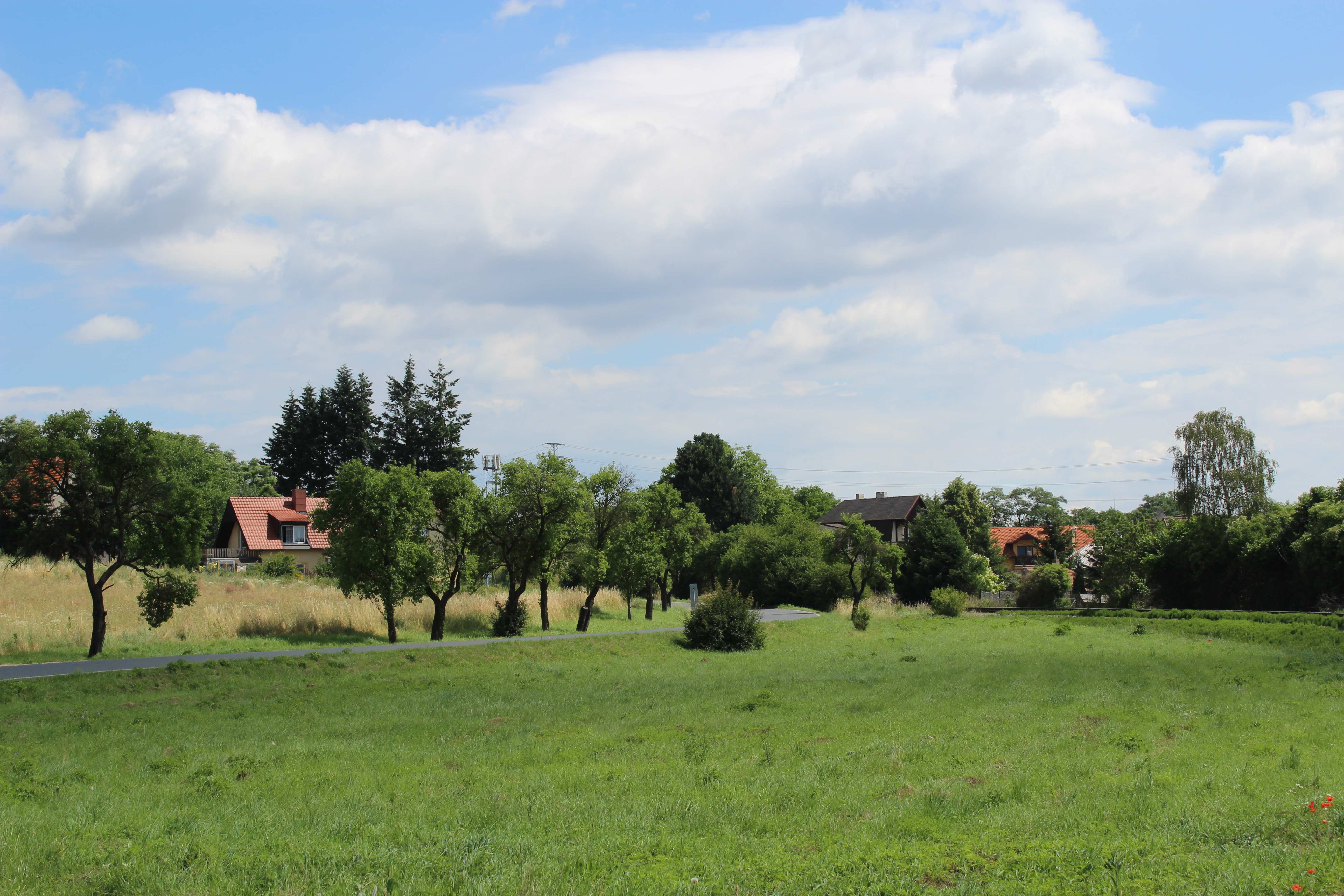
U tratě
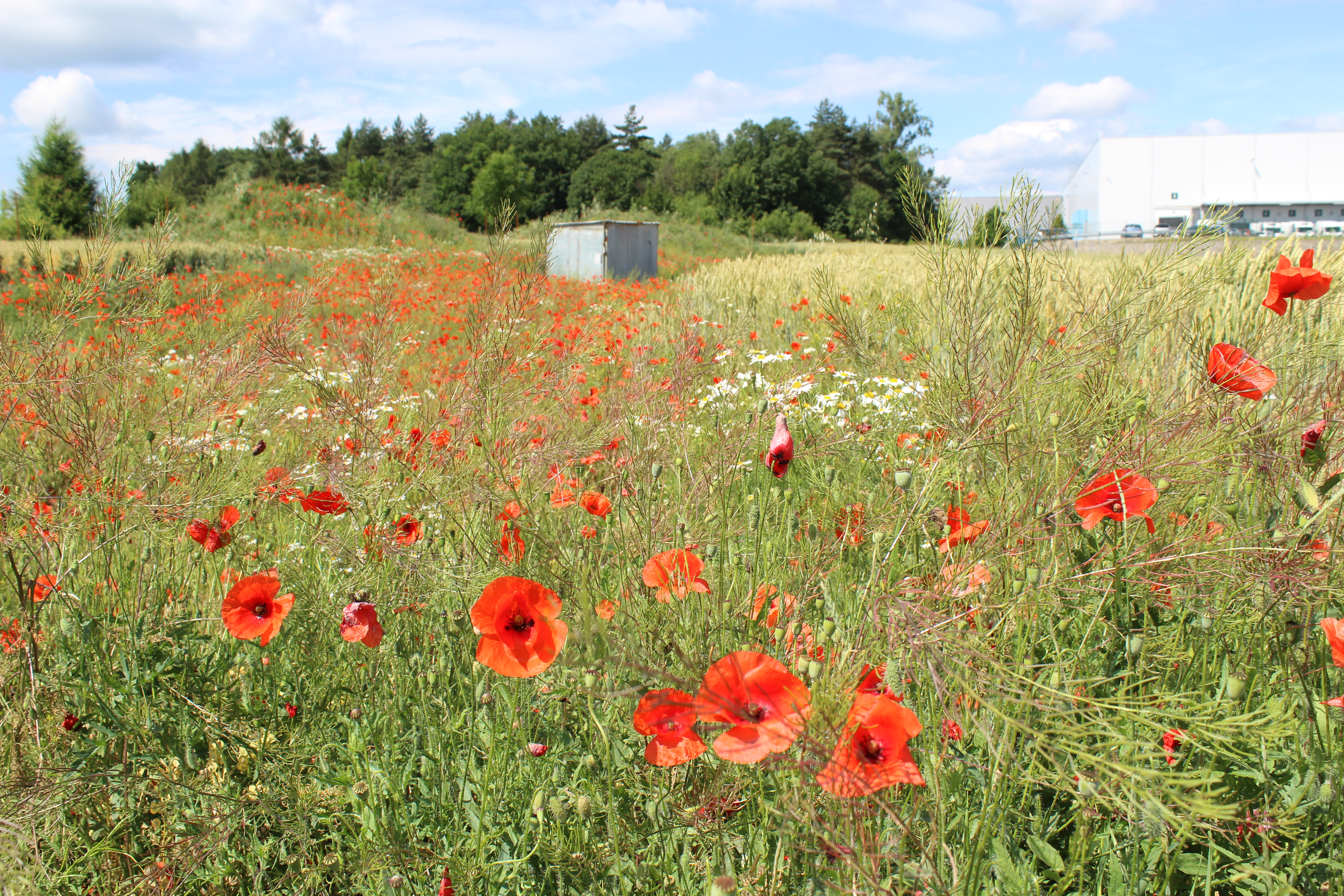
Nučice - Krahulov